# Raimundo da Silva Duprat
Raymundo da Silva Duprat (Recife, 11 de diciembre de 1863 - São Paulo, 17 de mayo de 1926) fue un político brasileño. Fue concejal, alcalde interino durante la administración de Antônio da Silva Prado y el segundo alcalde (en portugués: prefeito) de la ciudad de São Paulo, Brasil, ejerciendo ese cargo entre el 16 de enero de 1911 hasta el 14 de enero de 1914. También fue presidente de la Cámara Municipal de São Paulo.
Descendiente de inmigrantes franceses, era sobrino del comendador Luís Armand Duprat y del vizconde Carlos Eduardo Duprat. Vivió en Recife, en Río de Janeiro y en Santos y se mudó para São Paulo al inicio de su vida adulta y, además de su actuación pública, trabajó como contador, administrador y comerciante siendo dueño de una imprenta. Poseyó el título de "Barón de Duprat".
Fue electo concejal y luego alcalde. Su mandato como alcalde estuvo marcado por un acelerado proceso de modernización y urbanización en la ciudad de São Paulo Entre las obras más importantes de su mandato se destacan la construcción del Parque Trianon, el Viaducto Santa Ifigênia y también la urbanización del Vale do Anhangabaú.
Su gestión repercutió negativamente entre los arquitectos y urbanistas de São Paulo por la decisión de entregar los principales proyectos de urbanización al francés Joseph-Antoine Bouvard. Estas medidas fueron llamadas por el escritor Roberto Pompeu de Toledo como el "proyecto Bouvard".
Duprat estaba afiliado al Partido Republicano Paulista al igual que su antecesor y su sucesor. Su mandato fue precedido por el de Antônio da Silva Prado, primer alcalde de la historia de São Paulo, y sucedido por el de Washington Luís.